# Kaple Nanebevzetí Panny Marie (Červený Kostelec)
Kaple Nanebevzetí Panny Marie je římskokatolická klasicistní kaple v Červeném Kostelci-Lipkách. Patří do farnosti Červený Kostelec. Vlastníkem kaple je město Červený Kostelec.

## Bohoslužby
Bohoslužby se v kapli nekonají.